# Ташков, Евгений Иванович
Евге́ний Ива́нович Ташко́в (18 декабря 1926, село Быково, Сталинградская губерния — 15 февраля 2012, Москва) — советский и российский киноактёр, кинорежиссёр и сценарист; народный артист РФ (1995), лауреат Государственной премии РСФСР имени братьев Васильевых (1971).

## Биография
Родился в селе Быково (ныне Волгоградской области). Окончил в 1950 году актёрский факультет ВГИКа. Снялся в нескольких фильмах, был ассистентом режиссёра в фильме «Первый эшелон» и вторым режиссёром в фильме «Повесть о первой любви».
Несомненной удачей Ташкова стала комедия «Приходите завтра…» (1963 год), которую он написал и поставил для жены Екатерины Савиновой. Фильм во многом биографичен, в нём нашла отражение судьба юной актрисы, с которой Ташков учился на одном курсе.
Популярность сериалов «Адъютант его превосходительства» и «Майор Вихрь» не уступала вышедшему позже «Семнадцать мгновений весны». Первый вариант сценария «Адъютанта», по словам Ташкова, был ужасен и по-графомански написан, поэтому ему пришлось полностью переписать его. Он даже не хотел указывать авторов в титрах, но Игорь Болгарин и Георгий Северский «подняли такой шум, закрутили такую интригу, что мне легче было поставить их фамилии в титры, чем вести с ними борьбу».
С 1983 по 1992 годы — главный режиссёр Московского государственного театра-студии киноактёра.
В 1993—1995 годах руководил режиссёрской мастерской на Высших курсах сценаристов и режиссёров.

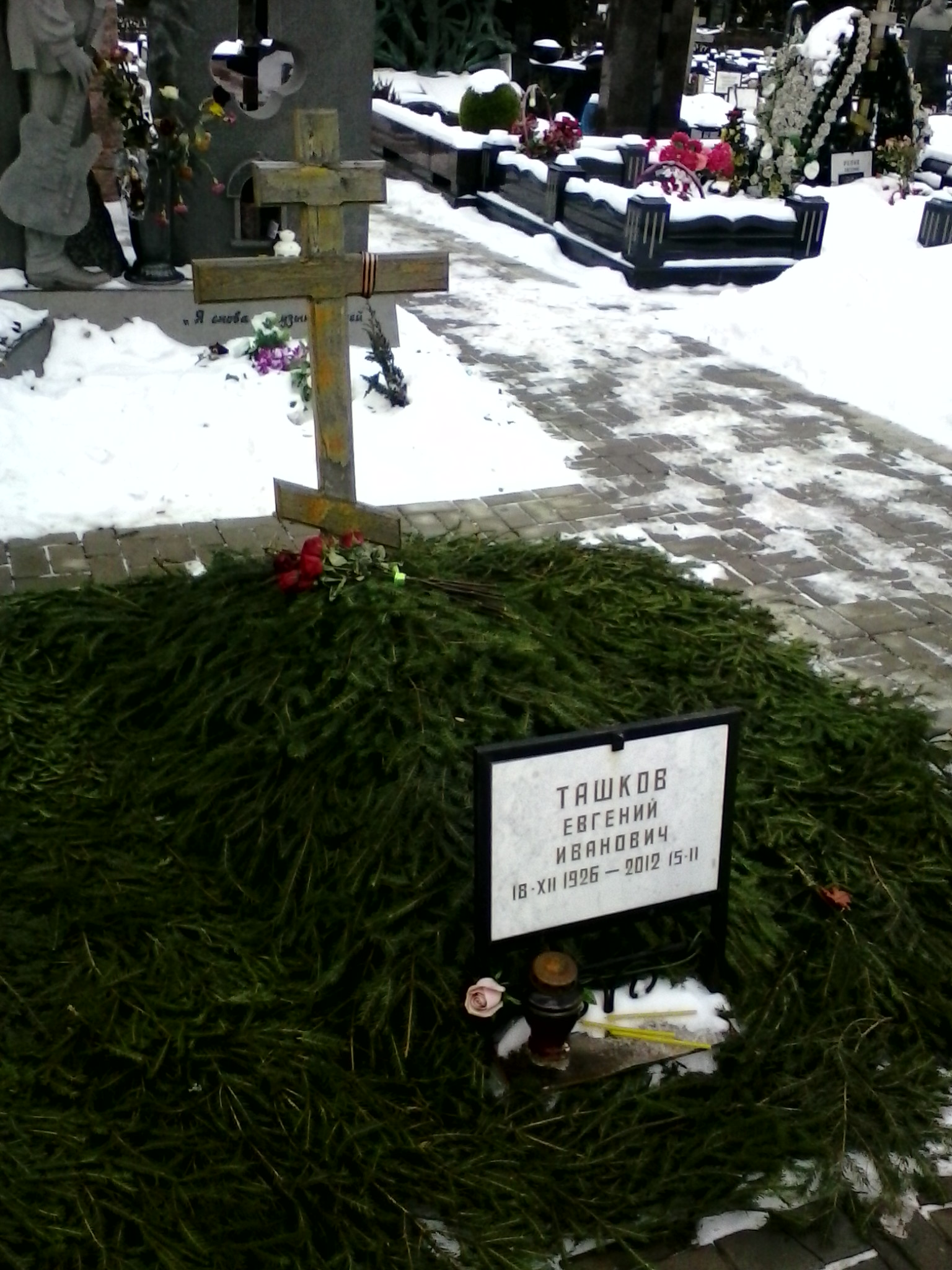
Могила Евгения Ташкова на Троекуровском кладбище Москвы

Скончался от инсульта 15 февраля 2012 года в Москве на 86-м году жизни. Отпевание прошло в храме Благовещения Пресвятой Богородицы в Петровском парке. Похоронен на Троекуровском кладбище.участок  № 6.

### Семья
Первая жена — Екатерина Фёдоровна Савинова (1926—1970), заслуженная артистка РСФСР (1965).
- Сын — Андрей Евгеньевич Ташков, (род. 1957), заслуженный артист РФ (1994).

Вторая жена — Татьяна Александровна Ташкова, (род. 1956), заслуженная артистка РФ (1994). Познакомились на съёмках фильма «Уроки французского».
- Сын — Алексей Евгеньевич Ташков (род. 1983). В 2007 году закончил Московский институт экономики, политики и права, факультет психологии. Работал на телевизионных проектах. Как режиссёр снял на Первом канале несколько серий программы «Понять. Простить». Первая большая режиссёрская работа — полнометражный художественный фильм «Три женщины Достоевского» (2010), совместно с Евгением Ташковым. Как актёр снимался в эпизодических ролях в художественных и телевизионных фильмах, а также в телевизионной рекламе[5].

## Творчество

### Фильмография
| 1954 | Командир корабля                |           |           | зелёная ✓ | матрос                                                                                              |
| 1956 | Капитан «Старой черепахи»       |           |           | зелёная ✓ | Репьёв                                                                                              |
| 1957 | Страницы былого                 | зелёная ✓ |           |           | |
| 1959 | Жажда                           | зелёная ✓ |           |           | |
| 1963 | Приходите завтра…               | зелёная ✓ | зелёная ✓ | зелёная ✓ | прохожий в солнечных очках (нет в титрах) / Николай Васильевич (озвучивание роли Анатолия Папанова) |
| 1966 | Чужое имя                       |           |           | зелёная ✓ | прокурор Николай Ильич Глебов                                                                       |
| 1966 | Я родом из детства              |           |           | зелёная ✓ | Фёдор Баран                                                                                         |
| 1967 | Майор Вихрь                     | зелёная ✓ |           |           | |
| 1969 | Адъютант его превосходительства | зелёная ✓ |           | зелёная ✓ | Мартин Янович Лацис, председатель Всеукраинской ЧК                                                  |
| 1973 | Дети Ванюшина                   | зелёная ✓ | зелёная ✓ |           | |
| 1976 | Преступление                    | зелёная ✓ | зелёная ✓ | зелёная ✓ | режиссёр (камео)                                                                                    |
| 1978 | Уроки французского              | зелёная ✓ | зелёная ✓ | зелёная ✓ | снимался                                                                                            |
| 1983 | Подросток                       | зелёная ✓ | зелёная ✓ |           | |
| 1987 | Ловкачи                         | зелёная ✓ | зелёная ✓ | зелёная ✓ | снимался                                                                                            |
| 1990 | Мальчики                        |           |           | зелёная ✓ | отставной штабс-капитан Снегирёв                                                                    |
| 1991 | Клан                            |           |           | зелёная ✓ | Надеин, заместитель генерального прокурора СССР                                                     |
| 1992 | Дымъ                            |           |           | зелёная ✓ | снимался                                                                                            |
| 1994 | Рысь идёт по следу              |           |           | зелёная ✓ | снимался                                                                                            |
| 2005 | Там, где кончается детство      |           |           | зелёная ✓ | снимался                                                                                            |
| 2011 | Три женщины Достоевского        | зелёная ✓ | зелёная ✓ |           | |

## Награды и звания
- Орден Почёта (30 сентября 2002 года) — за многолетнюю плодотворную деятельность в области культуры и искусства[6]
- Орден «Знак Почёта» (24 ноября 1960 года) — отмечая выдающиеся заслуги в развитии советской литературы и искусства и в связи с декадой украинской литературы и искусства в городе Москве[7]
- Народный артист Российской Федерации (19 октября 1995 года) — за большие заслуги в области искусства[1].
- Заслуженный деятель искусств РСФСР (5 сентября 1980 года) — за заслуги в области советского киноискусства[8]
- Государственная премия РСФСР имени братьев Васильевых (28 декабря 1971 года) — за создание художественного телевизионного фильма «Адъютант его превосходительства»
- Золотая медаль имени С. Ф. Бондарчука Международного кинофорума «Золотой Витязь» (22 июня 2010) — за выдающийся вклад в кинематограф